# Palaeoptera
I Paleotteri (Palaeoptera) costituiscono un raggruppamento di Insetti alati della sottoclasse Pterygota inserito, secondo gli schemi tassonomici, in differenti ranghi sistematici.
Nel complesso si tratta di un raggruppamento, probabilmente parafiletico, comprendente Insetti alati ma con marcati caratteri di primitività, che sostanzialmente si riassumono nelle seguenti caratteristiche:
- Ali non articolate, sprovviste della regione jugale.
- Metamorfosi incompleta, ascrivibile al tipo generico dell'eterometabolia.

Il carattere dell'assenza di articolazione delle ali è quello più evidente che contraddistingue i Palaeoptera dai Neoptera: le ali sono infatti mosse da muscoli indiretti localizzati all'interno del torace e che agiscono principalmente sui tergiti. In posizione di riposo le ali non sono ripiegate ma vengono tenute dispiegate, per l'assenza di articolazioni.

## Sistematica
L'inquadramento sistematico è controverso. Gli schemi di classificazione più recenti prendono in considerazione le relazioni filogenetiche e considerano i Paleotteri una divisione che, insieme ai Neotteri, compone la sottoclasse degli Pterygota. Quest'ultimo schema tassonomico non riconosce la distinzione classica che si fa tra Endopterigoti ed Esoperigoti, in quanto questi ultimi sarebbero un raggruppamento artificiale comprendente due superordini (Polineoptera e Paraneoptera) e alcuni ordini di incerta collocazione.
Per ragioni di schematicità tassonomica, in questa sede si considera una classificazione più vecchia che inquadra il raggruppamento dei Paleotteri al rango di subcoorte, distinguendolo da quello dei Neotteri nell'ambito della coorte degli Exopterygota.
I Paleotteri sono gli insetti alati più antichi, evolutisi nel corso del Paleozoico. La suddivisione interna comprende ordini per la maggior parte estinti fra il Carbonifero (Paleozoico) e il Giurassico (Mesozoico) e di questo raggruppamento ne sopravvivono, oggi, solo due:
- Ephemeroptera. Comprende insetti prometaboli comunemente chiamati efemeridi o effimere.
- Odonata. Comprende insetti emimetabolia comunemente chiamati libellule.